# Марр, Джонни
Джонни Марр (англ. Johnny Marr, при рождении — Джон Мартин Мар, англ. John Martin Maher; род. 31 октября 1963 года) — основатель, композитор и гитарист британской группы The Smiths, просуществовавшей с 1982 по 1987 год. Группа внесла существенный вклад в британский инди-рок.
Музыкант участвовал в нескольких проектах, в том числе Electronic, The The, Modest Mouse, The Healers, The Cribs. В 2012 году он не возражал против воссоединения группы, признавая, что ответственность за её распад лежит на нём. Джонни был уверен, что возвращение The Smiths осчастливило бы огромное количество людей. В 2013 году выпустил сольный альбом "The Messenger".
В 2013 году получил премию NME Godlike Genius, как «не остановившийся на переписывании истории музыки вместе с одной из лучших групп всех времен The Smiths, он продолжил расширять границы и развиваться на протяжении всей своей карьеры, работая с лучшими музыкантами на планете». Он занял 4-е место среди лучших гитаристов за последние 30 лет в ходе опроса, проведённого BBC в 2010 году. Фил Александр, главный редактор Mojo, описал Марра как «возможно, последнего великого британского стильного гитариста».

## Детство
Родился в 1963 году в Ардвике — районе Манчестера. Его семья переехала в Уайтеншо в 1972 году. С 1975 года он посещал Католическую Гимназию Святого Августина, которая в 1977 году объединилась с другими школами, чтобы сформировать Средню школу Святого Джона Плессингтона. Марр хотел стать профессиональным футболистом. Он сформировал свою первую группу, The Paris Valentinos, в 13 лет, с Энди Рурком и Кельвином Вилльямсом (который позже стал актёром, известным как Кельвин Кеннеди), впервые они выступили на юбилейном концерте в Бенчилле в июле 1977 года, играя каверы на Rolling Stones и Thin Lizzy. В 1979 году Марр сыграл концерт в Wythenshawe Forum вместе с Sister Ray и Рурком уже под названием White Dace. White Dace прошли конкурс демозаписей, устроенный NME, и выиграли прослушивание для F-Beat Records, в котором приняли участие в апреле 1980 года, но так и не были записаны. В октябре 1980-го Джонни поступил в колледж Уизеншо, выступал в качестве президента школьного Студенческого Союза. White Dace распались в 1981 году. Марр и Рурк сформировали фанковую группу, The Freak Party, с Саймоном Вульфенкрофтом на барабанах. В это время Марр впервые встречает Мэтта Джонсона, с которым в дальнейшем будет сотрудничать.

## Личная жизнь
Марр не вписывается в типичные представления о рок-музыканте. Он женат на своей школьной подружке Энджи. Они начали встречаться, когда Джонни было пятнадцать лет, а Энджи четырнадцать. Пара отмечает свои Дни Рождения в один день, 31 октября. Они поженились в 1985 году, Моррисси был шафером на свадьбе, а басист The Smiths Энди Рурк - свидетелем. У Джонни с женой двое детей, сын Нил (тоже музыкант, выступает под именем Man Made) и дочь Сонни. Интересно, что оба ребенка поучаствовали в записи сольного альбома отца The Messenger (2013). Более 5 лет семья прожила в Портленде, но затем вернулась в Англию, чтобы Марр записал свой сольный альбом в Манчестере.
Джонни является почетным членом совета «Рок для детей» (Rock for Kids). Непьющий, веган, регулярно бегает. 19 июля 2012 года он получил почётную докторскую степень Солфордского университета за «выдающиеся достижения» и «изменение лица британской гитарной музыки». У Марра шесть татуировок, которые он сделал уже в зрелом возрасте.

## Гитары
Марр использовал различные гитары на протяжении всей своей карьеры, но вот наиболее заметные его инструменты:

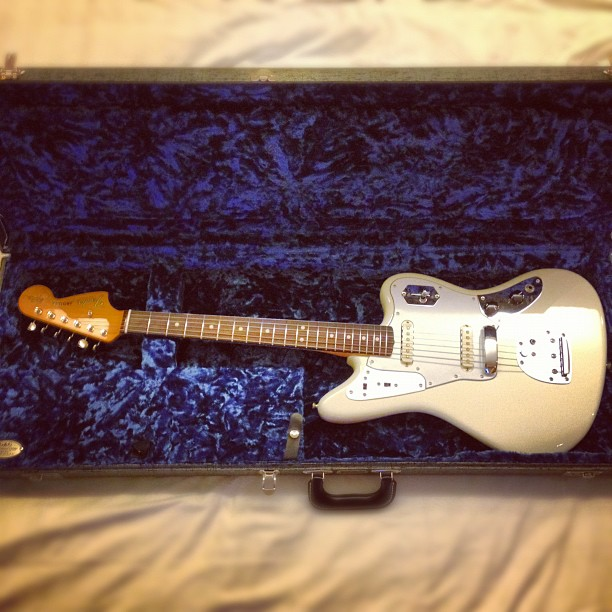
Fender Jaguar Джонни Марра

Fender Jaguar — он играл на Jaguar с 2005 года, а в 2012 Fender выпустили The Johnny Marr Signature Fender Jaguar, модификация включала корпус и гриф Stratocaster 1954.
Rickenbacker 330 — эта гитара наиболее часто ассоциируется с Джонни Марром за счёт её резкого звука, характерного для стиля игры Марра. Он играл на ней в The Smiths, а также её можно увидеть в рекламном ролике "Vivid" от Electronic. Ещё у него есть Rickenbacker 360, ранее принадлежащая Питу Таунседу.
Gibson Les Paul — у Марра их несколько, включая редкую модель 1959 года. Его темно-красный Les Paul был приобретен в 1984 и широко использовался в The Smiths, появлялся в клипе «Dogs of Lust». В настоящее время он добавил тремоло Bigsby к этой гитаре. Свой Les Paul Sunburst (тоже ранее принадлежавший Питу Тауншеду) он отдал Ноэлу Галлахеру во время формирования Oasis.
Gibson ES-355 — его вишнёво-красная модель часто использовалась в The Smiths в 1984 и сподвигла гитариста Suede Бернарда Батлера и Ноэла Галлахера купить себе такие же. Она была куплена для Марра Сэймундом Штейном в Нью-Йорке в качестве стимула для The Smiths подписаться на его лейбл, Sire Records. У Джонни также есть чёрная модель, которая появляется в клипах Electronic «Forbidden City» и «For You», и 12-струнный sunburst, который использовался в последней пластинке The Smiths, Strangeways, Here We Come.
Fender Telecaster — Так же, как и Rickenbacker, эта гитара ассоциируется с The Smiths, этот Telecaster (принадлежащий продюсеру группы Джону Портеру) участвовал в нескольких песнях Smiths, включая «This Charming Man».
Gibson SG — Марр использовал вишнево-красную модель SG как основную, когда играл с The Healers. У него есть также собственная уникальная белая SG.

## Усилители
Марр использует усилители Fender почти всегда на протяжении своей карьеры. Помимо них, за время работы с The Smiths, он использовал Twin Reverb, Reverb Делюкс и Bassman. Также использовал Fender Champ вместе с The The и The Cribs. Пока играл с The Cribs, использовал Super Reverb. Любовь Марра к звучанию усилителей Fender продолжается по сей день вместе с его Deluxe Reverb. Он использовал и другие усилители, включая Roland JC-120, Vox AC30, Mesa Boogie и Marshall cabinets.

## Дискография

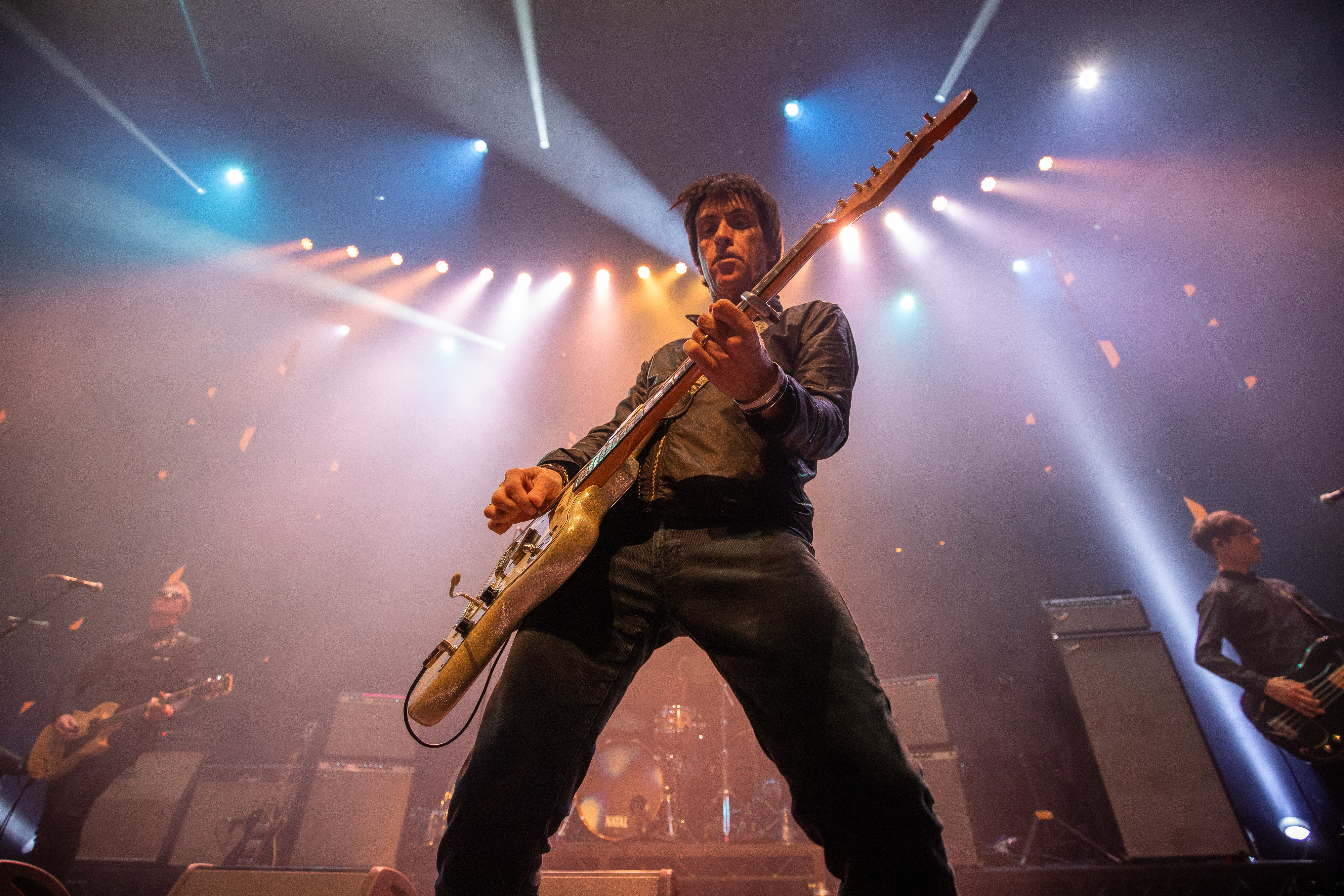
AIM Awards, 2019 год

### Сольные альбомы
- The Messenger
- Playland[англ.]
- Call the Comet

### Альбомы (как член группы)
The Smiths
- The Smiths (1984)
- Hatful of Hollow (1984)
- Meat Is Murder (1985)
- The Queen Is Dead (1986)
- The World Won't Listen (1987)
- Louder Than Bombs (1987)
- Strangeways, Here We Come (1987)
- Rank (1988)

The The
- Mind Bomb (1989)
- Dusk (1992)

Electronic
- Electronic (1991)
- Raise the Pressure (1996)
- Twisted Tenderness (1999)

Johnny Marr and the Healers
- Boomslang (2003)

Modest Mouse
- We Were Dead Before the Ship Even Sank (2007)
- No One's First and You're Next (2009)

The Cribs
- Ignore the Ignorant (2009)

7 Worlds Collide
- The Sun Came Out (2009)